# واکنش رترو-دیلز–آلدر
واکنش رترو-دیلز–آلدر(به انگلیسی: Retro-Diels–Alder reaction) یک واکنش شیمیایی در شیمی آلی است که به نوعی در جهت عکس واکنش دیلز–آلدر است.یعنی یک سیکلوهگزن به یک دی ان و یک عامل دی ان دوست تبدیل می شود.